# BIOSIS Previews
BIOSIS Previews è un servizio di database bibliografico in lingua inglese con abstract e indicizzazione delle citazioni. Fa parte della suite Web of Science di Clarivate Analytics. BIOSIS Previews indicizza i dati dal 1926 ad oggi.
BIOSIS Previews fa parte di Life Sciences nel Web of Science. La sua copertura comprende la letteratura sulle scienze della vita e sulle scienze biomediche, con una copertura profonda e globale su una vasta gamma di aree tematiche. Ciò si ottiene con l'accesso a contenuti di riviste indicizzate da Biological Abstracts e contenuti supplementari, indicizzati, e contenuti non giornalistici di Biological Abstracts/Reports, Reviews, Meetings (o BA/RRM o Biological Abstracts/RRM) e le pubblicazioni principali di BIOSIS. Questa copertura include letteratura in ricerca pre-clinica e sperimentale, metodi e strumentazione, studi sugli animali, questioni ambientali e di consumo e altre aree.
Il database è fornito anche da EBSCO Information Services attraverso una partnership con Clarivate Analytics.
Biological Abstracts consiste in 350.000 riferimenti per quasi 5.000 titoli di riviste e monografie primarie. Biological Abstracts/RRM include inoltre oltre 200.000 citazioni non giornalistiche.
Biological Abstracts/RRM è l'ex BioResearch Index.

## Panoramica
I contenuti accettabili per il Web of Knowledge e BIOSIS Previews sono determinati da un processo di valutazione e selezione basato sui seguenti criteri: impatto, influenza, tempestività, revisioni paritarie e rappresentazione geografica.
BIOSIS Previews copre 5.000 riviste peer reviewed. Inoltre, la copertura non giornalistica comprende la copertura delle riunioni, gli abstract degli incontri, le conferenze, le revisioni della letteratura, i brevetti degli Stati Uniti, libri, software, capitoli di libri, note, lettere e rapporti selezionati. Ancora, la copertura non giornalistica comprende discipline rilevanti dalla botanica alla microbiologia e alla farmacologia. Inoltre, questo database contiene oltre 18 milioni di record, più di 500.000 record vengono aggiunti ogni anno e i backfile sono disponibili dal 1926 ad oggi. Sulla piattaforma è stata sviluppata l'indicizzazione specializzata che ha aumentato la precisione del recupero delle informazioni. I dati e i termini tassonomici, i termini patologici migliorati, i numeri di banca dati sequenziati e un vocabolario concettualmente controllato risalgono al 1969.
Anche alcuni brevetti statunitensi fanno parte degli archivi di BIOSIS Previews, specialmente quelli risalenti gli anni dal 1926 al 1968, dal 1986 al 1989 e dal 1994 ad oggi. I dati archiviati sono il contenuto in formato elettronico dei volumi 1-49 stampati di Biological Abstracts.

### Controparte stampata
Le controparti stampate per questo indice bibliografico sono state:
- Biological Abstracts
- Biological Abstracts/RRM
- BioResearch Index

## Copertura tematica
Le aree tematiche trattate sono ampie e interdisciplinari. Il contenuto è disponibile per tutte le discipline delle scienze della vita. Ciò include biologia tradizionale (botanica, ecologia, zoologia) e materie interdisciplinari (biochimica, biomedicina e biotecnologia). Sono indicizzate anche la letteratura correlata della terra e delle scienze geologiche, vale a dire l'ecologia. La letteratura è anche disponibile per argomenti relativi alla copertura delle scienze della vita quali strumenti e metodi.

## Storia
Nel 1926, la Society of American Bacteriologists e la Botanical Society of America, riconoscendo la necessità di una maggiore integrazione delle informazioni sulle scienze della vita, accettarono di fondere le loro due pubblicazioni, Abstracts of Bacteriology e Botanical Abstracts, creando così Biological Abstracts. Una società senza scopo di lucro è stata costituita per amministrare la pubblicazione su basi finanziarie solide. Nel 1964, il nome dell'azienda fu cambiato in BioSciences Information Service of Biological Abstracts (BIOSIS). Oltre al servizio di indicizzazione e astrazione, ha pubblicato The Zoological Record dal 1980 al 2004.
Nel 2004 la società è stata acquistata da Thomson Scientific ed è ora parte della divisione Science and Healthcare di Thomson Reuters. I proventi di quella vendita sono stati applicati per finanziare una dotazione e creare una nuova fondazione per la concessione di sovvenzioni. Il consiglio di amministrazione di tale fondazione ha scelto come nuovo nome dell'organizzazione: J.R.S. Biodiversity Foundation. Ciò riflette sia l'eredità storica della fondazione che il suo futuro ambito di sovvenzioni. Le iniziali J.R.S. indicano il nome di uno dei fondatori di BIOSIS. Nel 2007, Wolters Kluwer ha annunciato la disponibilità digitale dei database BIOSIS Archive e Zoological Record Archive tramite i loro servizi online su Ovid Technologies. L'archivio BIOSIS comprende i dati dei volumi stampati di Biological Abstracts dal 1926 al 1968 e Zoological Record Archive che contiene i dati pubblicati in The Zoological Record dal 1864 al 1977. Nel 2010 il Biosis Citation Index è stato pubblicato sul Web of Knowledge Platform, combinando un'ampia indicizzazione e la copertura di database della Biosis Previews con le funzionalità di tracciamento delle citazioni del Web of Science.